# بانوی عدالت

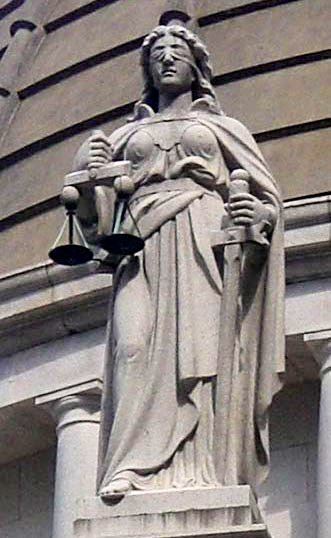
مجسمه بانوی عدالت با چشم بسته و ترازو و شمشیر در بیرون دادگاه تجدیدنظر نهایی هنگ کنگ

بانوی عدالت انسان‌واره‌ای است نمادین برای اعمال اصول اخلاقی در دستگاه قضاوت.

## پیشینه
اساطیر روم زنی را ایزدبانوی (الهه) دادگستر گرفته‌اند و او را یوستیتیا Iustitia نامیده‌اند. یوستیتیا معمولاً چنین ترسیم شده است که شمشیری و ترازویی در دستان و چشم‌بندی بر چشم دارد. مجسمه بانوی دادگستر که زینت‌بخش کاخ‌های دادگستری در جهان است تلفیقی از ایزدبانوان رومی و یونانی، فورتونا با چشم‌بند، توخه از اساطیر یونان و نمسیس شمشیر به دست، می‌باشد.

## چشم‌بند
بعد از سدهٔ ۱۵، بانوی عدالت غالباً با چشم‌بند مجسم شده است. چشم‌بند نمایانگر بی‌طرفی است، یعنی مرز و حدود در قضاوت باید بدون ترس یا طرفداری از فردی خاص با صرف‌نظر کردن از پول، ثروت، قدرت، شهرت یا هویت فرد باشد؛ عدالت بی‌طرفانه و با انصاف باید باشد.
اولین سکه‌های رومی بانوی عدالت را با شمشیری در یک دست و ترازویی در دست دیگر نشان می‌دادند ولی بدون چشم‌بند. بانوی عدالت عموماً بعد از سدهٔ ۱۵ به صورت «کور» نشان داده شده.
در دست راست بانوی عدالت شمشیری است که رو به پایین است و نماد مجازات است.
در دست چپ بانوی عدالت ترازوی سنجشی دیده می‌شود که نماد سنجش دلایل و مدارک هستند در هنگام قضاوت. ترازو و چشم‌بند با هم نماد این هستند که دلایل و مدارک به خودی خود و به اندازه ارزش خود باید سنجیده شوند.

## نمونه‌ها

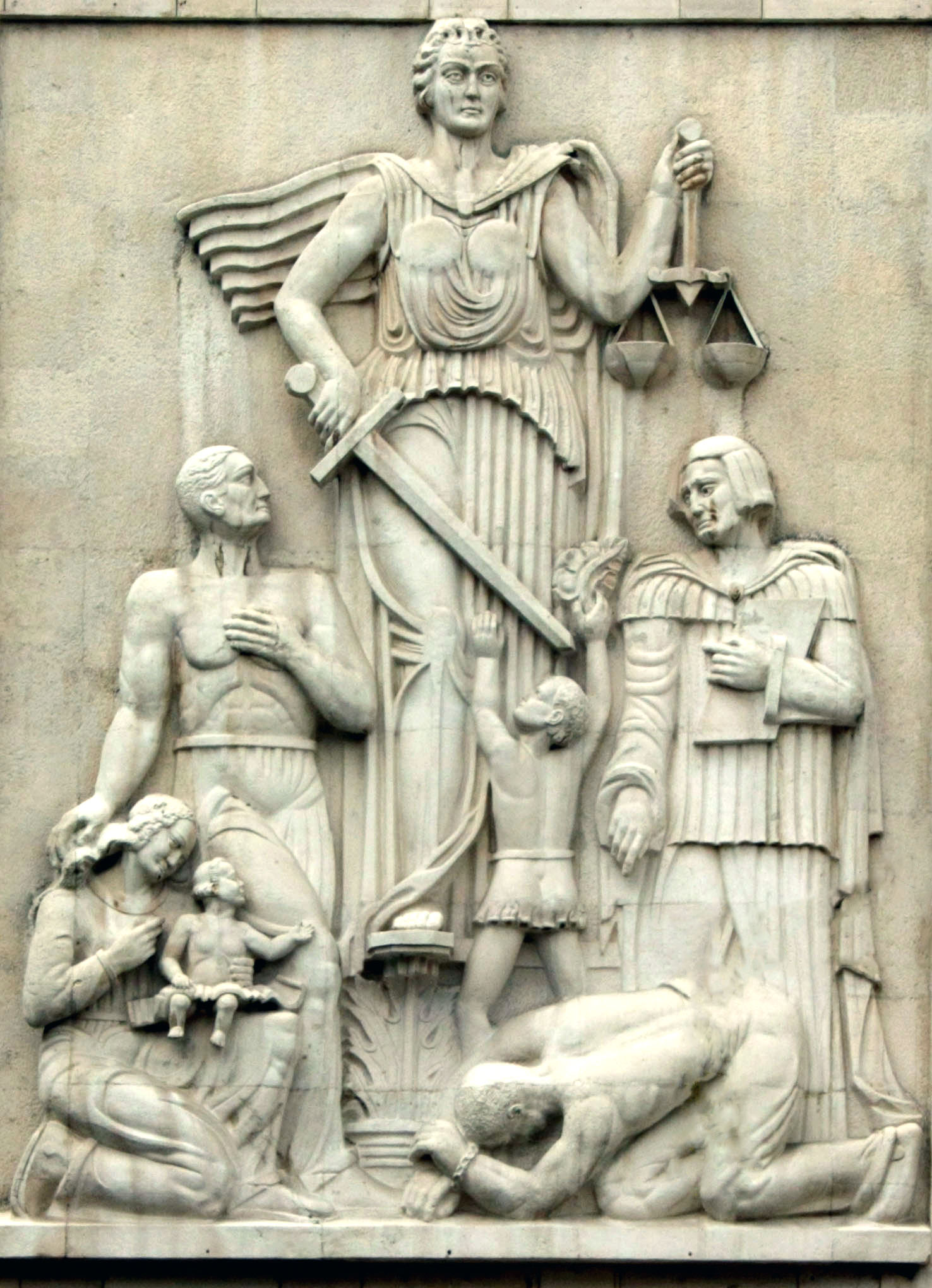
در ایران
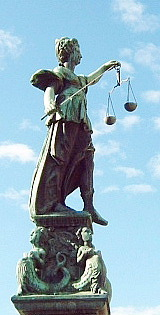
در آلمان
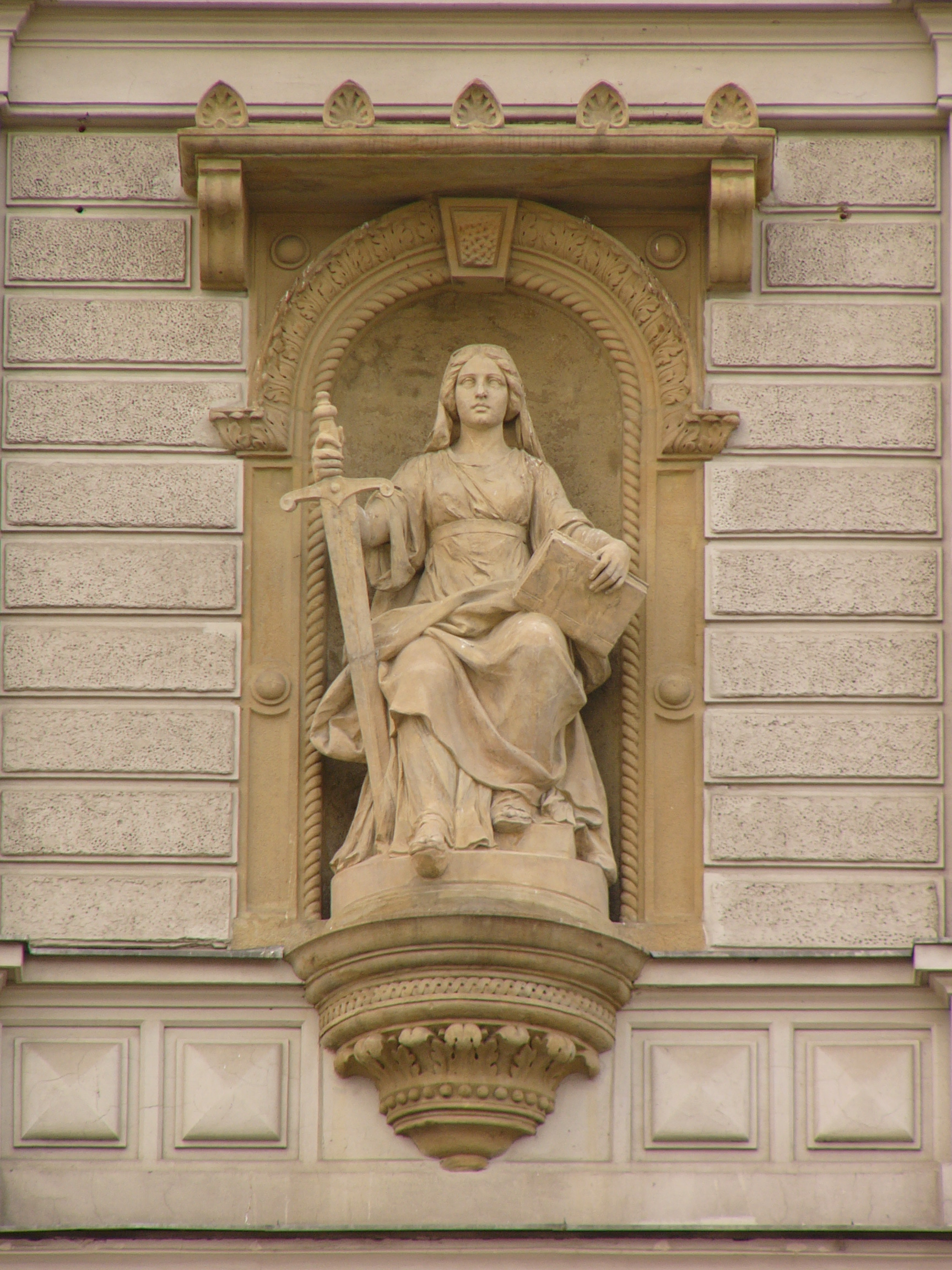
در جمهوری چک
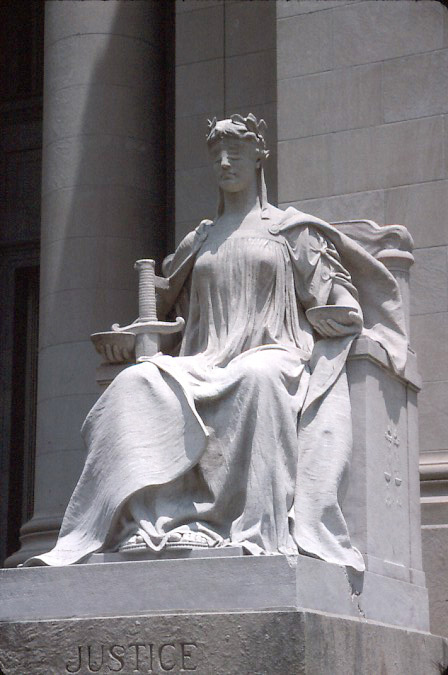
در آمریکا
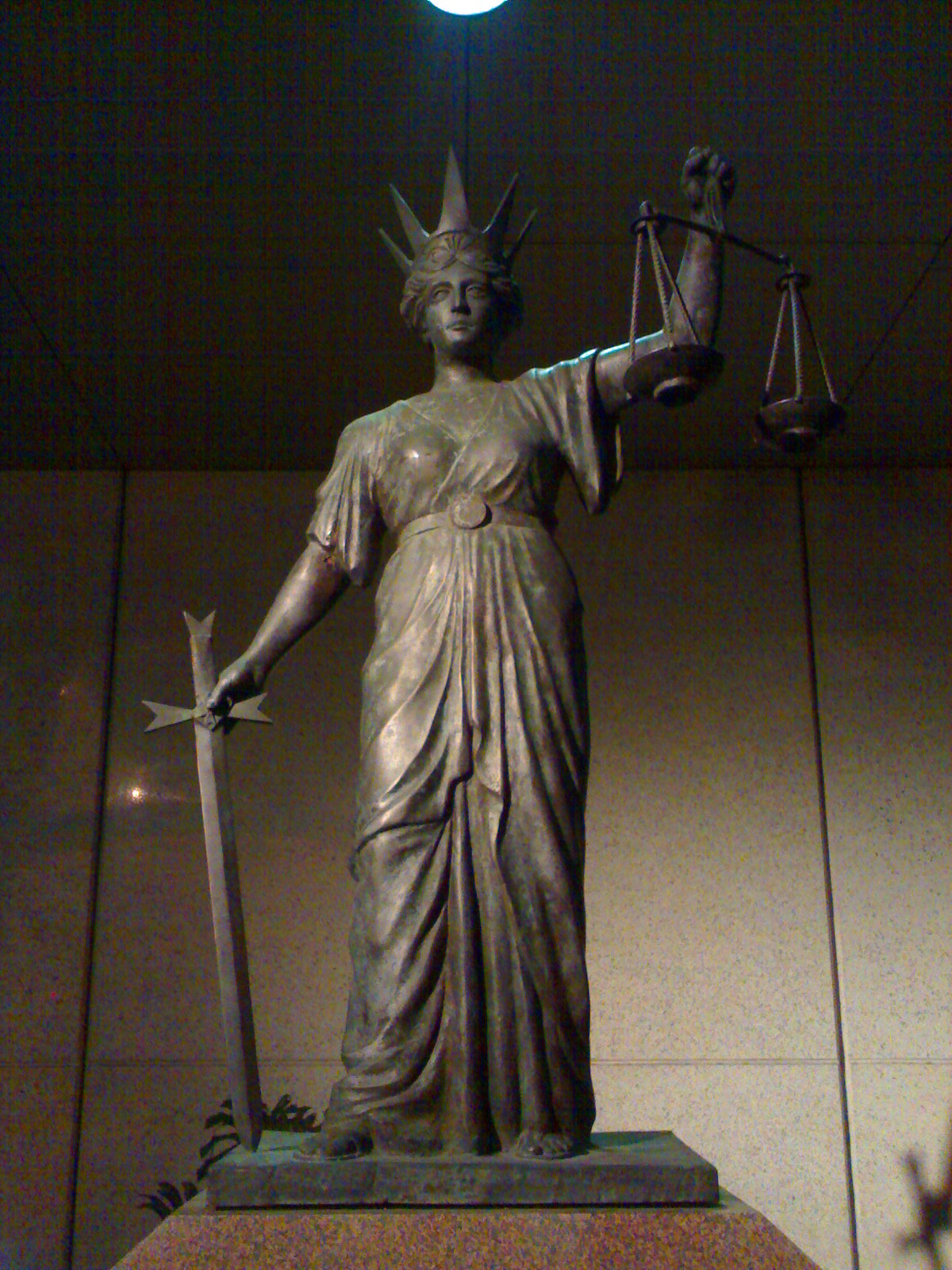
در استرالیا